# Matthew Vines
Matthew Vines (* 9. března 1990) je americký gay křesťan, spisovatel a řečník. Založil a vede neziskovou organizaci Reformační projekt na podporu LGBT křesťanů v církvi a ve společnosti.
Je aktivní zejména v křesťanských konzervativních kruzích, v nichž na základě Bible usiluje o změnu smýšlení o stejnopohlavních manželstvích. Proslavil se knihou God and the Gay Christian (2014).

## Dílo
- God and the Gay Christian 1. vyd. New York, Convergent Books 2014. 224 s.
- How to Talk about the Bible and LGBT Inclusion Reformation Project 2016. 68 s.

## Citát
| „                                    | Čím více jsem si byl vědom vztahů osob stejného pohlaví, tím méně jsem chápal, proč by měly být hříšné nebo proč by je Bible měla odsuzovat. U většiny hříchů není těžké poukázat na škody, které působí. Cizoložství porušuje závazek vůči vašemu manželovi. Chtíč objektivizuje ostatní. Pomluvy lidi ponižují. Avšak věrné svazky osob stejného pohlaví tomuto vzorci neodpovídají. Nejen, že nikomu neškodí. Naopak, jsou charakterizovány pozitivními motivy a rysy, jako je věrnost, odhodlání, vzájemná láska a obětavost. | “ |
| — God and the Gay Christian, str. 12 | |   |